# Powhattan
Powhattan és una població dels Estats Units a l'estat de Kansas. Segons el cens del 2000 tenia 91 habitants.

## Demografia
Segons el cens del 2000, Powhattan tenia 91 habitants, 41 habitatges, i 25 famílies. La densitat de població era de 270,3 habitants/km².
Dels 41 habitatges en un 26,8% hi vivien nens de menys de 18 anys, en un 51,2% hi vivien parelles casades, en un 4,9% dones solteres, i en un 39% no eren unitats familiars. En el 36,6% dels habitatges hi vivien persones soles el 29,3% de les quals corresponia a persones de 65 anys o més que vivien soles. El nombre mitjà de persones vivint en cada habitatge era de 2,22 i el nombre mitjà de persones que vivien en cada família era de 2,88.
Per edats la població es repartia de la següent manera: un 22% tenia menys de 18 anys, un 12,1% entre 18 i 24, un 18,7% entre 25 i 44, un 22% de 45 a 60 i un 25,3% 65 anys o més.
L'edat mediana era de 42 anys. Per cada 100 dones de 18 o més anys hi havia 86,8 homes.
La renda mediana per habitatge era de 21.500 $ i la renda mediana per família de 29.167 $. Els homes tenien una renda mediana de 28.542 $ mentre que les dones 16.250 $. La renda per capita de la població era de 12.147 $. Cap de les famílies i el 12,1% de la població estaven per davall del llindar de pobresa.

## Poblacions més properes
El següent diagrama mostra les poblacions més properes.